# Volo LAPA 3142
Il volo LAPA 3142 era un volo di linea tra Buenos Aires e Córdoba. Alle 20:54 ora locale del 31 agosto 1999, il Boeing 737-204C operante sulla rotta si schiantò durante la fase di decollo dall'aeroporto Jorge Newbery, causando il quarto incidente più grave della storia dell'aviazione argentina, in cui morirono in tutto 65 persone, di cui 63 a bordo dell'aereo e 2 a terra; rimasero inoltre ferite 34 persone, alcune in modo grave.

## L'aereo
Il velivolo coinvolto era un Boeing 737-204C, marche LV-WRZ, numero di serie 20389, linea 251. Effettuò il suo primo volo il 14 aprile 1970 e venne consegnato dalla Boeing alla Britannia Airways il 17 aprile dello stesso anno, registrato come G-AXNB. Quasi 20 anni dopo, il 1º febbraio 1990, l'aereo fu venduto alla compagnia aerea francese TAT European Airlines e registrato in Francia F-GGPB. LAPA lo acquisì il 21 dicembre 1996 e lo reimmatricolò LV-WRZ. Era equipaggiato con 2 motori turboventola Pratt & Whitney JT8D-9A. Al momento dell'incidente, l'aereo aveva poco più di 29 anni e aveva accumulato 64 564 ore di volo in 38 680 cicli di pressurizzazione.

## L'equipaggio
Il pilota in comando era il comandante Gustavo R. Weigel, di 45 anni, mentre il copilota era Luis Etcheverry, di 31 anni. Il comandante aveva accumulato 6 500 ore di volo, di cui 1 700 sui Boeing 737, il tipo di aereo coinvolto nel disastro. Il copilota aveva volato circa 600 delle sue 4 000 ore nei 737. Entrambi morirono nell'incidente.

## L'incidente
L'aereo doveva partire dall'aeroporto Jorge Newbery nella città di Buenos Aires alle 20:36 del suddetto giorno, diretto verso la città di Córdoba, trasportando 95 passeggeri e 5 membri dell'equipaggio. Alle 20:54 (ora locale), quando l'aereo iniziò la corsa per il decollo, in cabina di pilotaggio risuonò l'allarme di configurazione di decollo errata (TOWS), indicando che l'aereo non era configurato correttamente per la partenza; tuttavia, i piloti ignorarono l'avvertimento e proseguirono la corsa, senza rendersi conto che i flap non erano estesi, situazione che impedì all'aereo di prendere il volo. Il jet oltrepassò la pista, attraversò la superstrada vicina travolgendo e trascinando con sé un'auto in transito e finì la sua corsa colpendo un terrapieno e impattando contro un impianto di regolazione del gas. La fuoriuscita di gas fece scaturire un violento incendio che uccise la maggior parte dei passeggeri sopravvissuti allo schianto iniziale.
Un assistente di volo tentò di prendere ed azionare un estintore, ma non ci riuscì per le alte temperature. Tentò anche senza successo di aprire il portellone posteriore destro, ma era bloccato, probabilmente a causa della deformazione della fusoliera. Alla fine, un altro assistente di volo riuscì ad aprire quello sinistro consentendo l'evacuazione di diversi passeggeri prima che l'incendio si propagasse. Il lato destro della fusoliera presentava uno squarcio, attraverso il quale fuggirono alcuni passeggeri.
I vigili del fuoco dell'aeroporto, la polizia federale e la prefettura navale iniziarono ad estinguere l'incendio. L'operazione di evacuazione fu diretta dal servizio di assistenza medica di emergenza (SAME) della città, che utilizzò 15 ambulanze proprie e alcune provenienti da ospedali privati. In base alla gravità delle ferite le vittime furono portate in diversi centri di cura.

## Le indagini
Durante i tre giorni successivi all'incidente, il National Transportation Safety Board (NTSB) degli Stati Uniti inviò una squadra per assistere la JIAAC nelle indagini. Questa squadra era composta da un rappresentante della NTSB e da tecnici di Boeing, Pratt & Whitney e della Federal Aviation Administration (FAA). In Argentina, questi investigatori lavorarono con il personale della JIAAC formando squadre in base alle loro aree di competenza.

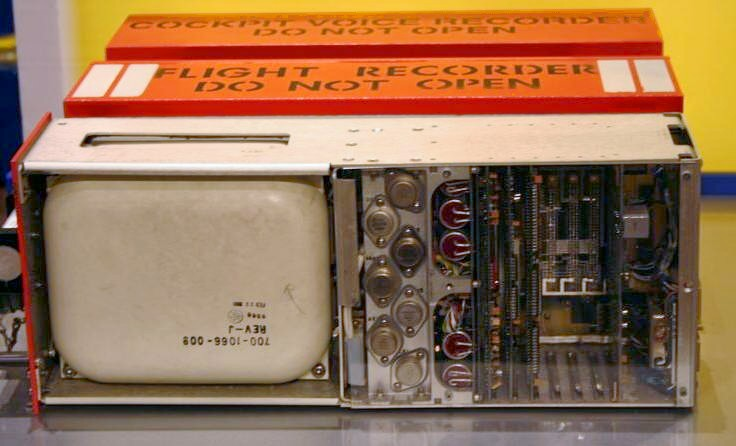
Il FDR e il CVR, comunemente noti come scatole nere, registrano vari parametri dell'aereo e i suoni nel cockpit.

I dati della scatola nera, del registratore dei dati di volo (FDR) e del registratore vocale della cabina di pilotaggio (CVR), furono estratti presso la sede dell'NTSB a Washington. Con queste informazioni venne costruita un'animazione computerizzata del tentativo di decollo fallito.
Dalle analisi dei dati emerse che i piloti non configurarono correttamente l'aereo per il decollo. Il suono di allarme che risuonava nel cockpit registrato dal CVR allertava l'equipaggio dell'errata configurazione dei flap, confermata dal confronto dei dati forniti dal FDR. Venne eseguito uno studio sui circuiti per determinare la posizione degli interruttori elettrici sul sistema di avviso di decollo. Inoltre, venne eseguito uno studio sui filamenti degli indicatori luminosi dei flap. Le spie luminose erano spente, l'unico allarme antincendio era spento e l'indicatore principale di avvertenza (master warning) era acceso.
Gli investigatori analizzarono il profilo dei piloti, riportando nel rapporto che "le registrazioni del loro addestramento al simulatore mostravano esiti negativi; anche se in grado di superare le difficoltà, il loro pessimo atteggiamento si manifestava ancora una volta in comportamenti troppo rilassati come quello visto nella cabina del volo 3142".
Il rapporto concluse comunque che "i piloti avevano soddisfatto i requisiti tecnici e psicologici", e che "la loro esperienza, sia in volo generale che con questo tipo di velivolo era adatta al lavoro che stavano svolgendo", successivamente si stabilì che il comandante Weigel non era idoneo al volo poiché la sua licenza era scaduta.
Un altro aspetto che venne studiato e analizzato fu il piano di manutenzione del velivolo. L'analisi portò gli investigatori a ritenere che l'aereo, i suoi componenti e i suoi motori fossero conformi ai requisiti stabiliti dalle norme approvate dalla Dirección Nacional de Aeronavegabilidad (National Board of Airworthiness).
Per completare l'indagine, i tecnici della JIAAC rimontarono i componenti principali dell'aereo in un hangar dell'aeroparque. Pulirono, identificarono e analizzarono le schede, gli attuatori, le apparecchiature elettroniche, i pedali della cabina di pilotaggio e altre parti che erano stati recuperati dal luogo dell'incidente, e smontarono il più possibile ciò che rimaneva dei motori per analizzarli. I tecnici ispezionarono l'impianto idraulico degli inversori di spinta di entrambi i motori e l'impianto frenante del carrello di atterraggio, tutti risultati in condizioni di funzionamento sufficienti.

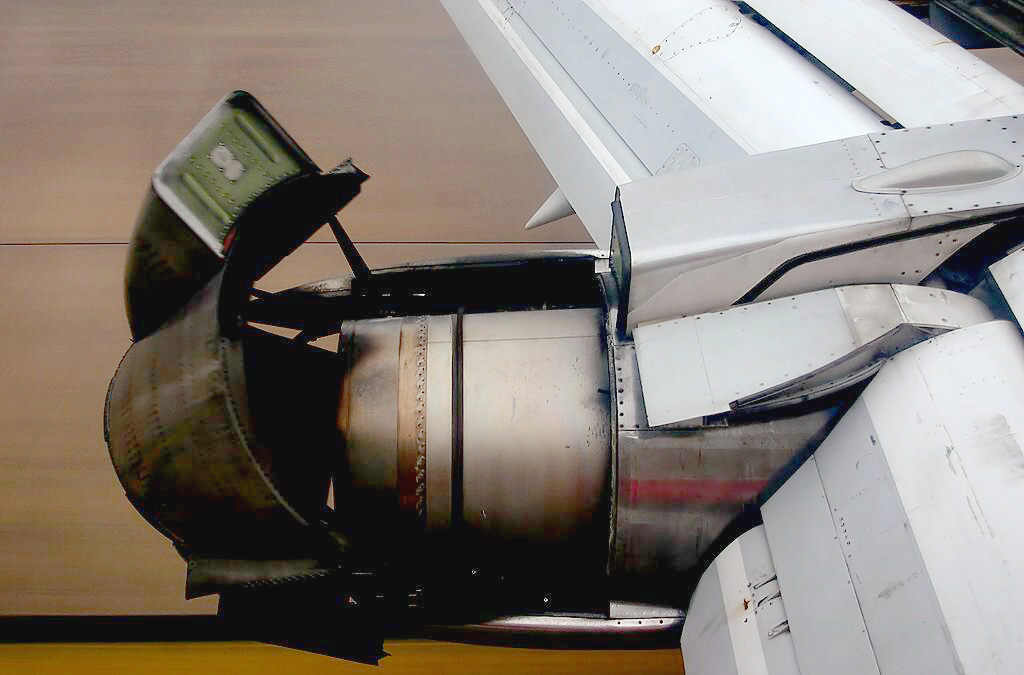
Inversore di spinta su un Boeing 737-200.

L'indagine concluse che i motori avevano funzionato quasi certamente fino all'impatto finale, sebbene il loro comportamento in quel particolare momento non potesse essere determinato con precisione. Dalla lettura del FDR venne dedotto che entrambi i motori avevano la stessa potenza ed erano impostati per fornire la spinta di decollo prima che la potenza fosse ridotta e gli inversori di spinta fossero attivati. Per determinare se ci fosse stato un bird strike, l'Istituto nazionale per le indagini di scienze naturali (Instituto Nacional de Investigaciones de las Ciencias Naturales) condusse uno studio che diede esito negativo.
Gli inversori di spinta furono trovati seriamente danneggiati. Il meccanismo idraulico del motore sinistro era stato impostato per la spinta inversa, mentre il destro era impostato per la spinta in avanti. L'indagine non fu in grado di determinare se gli inversori fossero stati attivati intenzionalmente e successivamente disattivati.
Per le indagini era importante stabilire la posizione degli attivatori meccanici dei flap, poiché la loro mancata estensione era stata considerata come la causa scatenante dell'incidente. Dalle analisi dei rottami, gli investigatori rilevarono che tutti gli ingranaggi a vite senza fine dei flap esaminati erano nella posizione "retratta", ad indicare che i flap non erano estesi. Ciò coincideva con la leva dei flap nella cabina di pilotaggio, che era stata trovata nella posizione zero (ovvero flap retratti), e con le letture dei dati del FDR.

### Cronologia degli eventi
Il rapporto della JIAAC recitava:
È arrivato prima del primo ufficiale e ha intrattenuto una conversazione informale con lo spedizioniere di volo in servizio. Il briefing è iniziato con il resto dell'equipaggio e quando è arrivato il primo ufficiale sono passati a parlare delle condizioni meteorologiche - che erano buone - e dei NOTAM per l'aeroporto di destinazione oltre che per quelli alternativi. Entrambi i piloti hanno controllato il piano di volo. Viste le buone condizioni meteorologiche, il comandante ha scelto l'aeroporto Jorge Newbery come aeroporto alternato e ha deciso i requisiti di carburante per il volo. Il primo ufficiale si è avviato verso l'aereo e il collega lo ha seguito poco dopo.
L'intero briefing è durato circa dieci minuti.
Non ci sono stati commenti o atteggiamenti al di fuori della norma da nessuno dei due piloti durante il briefing.
Secondo il supervisore, il comandante sembrava energico e in buona salute come al solito e il primo ufficiale stava bene. Il primo ufficiale, il commissario di volo e l'equipaggio di cabina sono arrivati per primi all'aereo.
Il primo ufficiale ha notificato a uno dei meccanici che assistevano l'aereo che il fabbisogno totale di carburante era di 8.500 kg. [...] Il meccanico ha confermato il caricamento del carburante nel serbatoio principale. In questo caso, come richiesto dalla documentazione tecnica dell'epoca, il carburante doveva essere spostato nei serbatoi alari. Il meccanico ha iniziato quel lavoro all'arrivo del comandante.
Prima di entrare in cabina di pilotaggio, ha gettato a terra il registro tecnico di volo, mostrando fastidio, confermando quell'atteggiamento chiudendo successivamente il rubinetto di travaso del carburante tra il serbatoio principale ed i serbatoi alari, lavoro che veniva svolto in quel preciso momento dall'assistente meccanico di volo.
Durante i primi quattro minuti a bordo, il comandante, il copilota e il commissario hanno parlato tranquillamente di questioni banali, concentrandosi sugli affari personali del commissario. Quando questi ha lasciato la cabina, la conversazione ha cambiato tono e argomento mentre discutevano di una situazione controversa sulla loro relazione. Il comandante ha detto, dopo un rimprovero del copilota, che stava "attraversando un brutto periodo", al che il copilota ha risposto che anche lui stava passando una brutta giornata.
Senza interrompere la conversazione e come parte di essa, è iniziata la lettura della checklist pre-decollo, mescolata alle questioni personali che li preoccupavano e che li hanno portati a leggere male la lista.
Questa situazione confusa, in cui la lettura della checklist era intervallata da conversazioni irrilevanti, è perdurata durante il "push back", l'avviamento dei motori e il rullaggio, fino al momento del decollo, che è stato ritardato da altri velivoli in attesa davanti al LAPA.
Durante questa ultima attesa, i tre uomini stavano fumando nella cabina di pilotaggio e la loro conversazione poteva essere di dubbia interpretazione.
Il decollo è iniziato sulla pista 13 dell'aeroparque alle 20:53 e, nonostante il superamento delle velocità di rotazione (Vr) e di sicurezza al decollo (V2), l'aereo non è riuscito a decollare, proseguendo dritto lungo il suo percorso in modo incontrollabile, colpendo diversi ostacoli e infine urtando un terrapieno.»

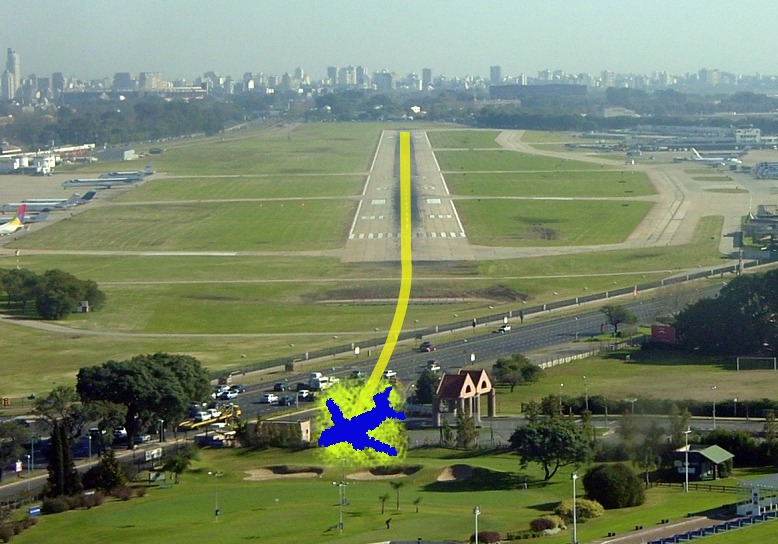
Percorso approssimativo dell'aereo.Ha attraversato la strada e terminato il suo breve volo sul campo da golf.

Il rapporto indicava inoltre:

### Conclusioni
Secondo la commissione investigativa, la causa immediata dell'incidente fu "che l'equipaggio del volo LAPA 3142 si era dimenticato di estendere i flap alari per iniziare il decollo e aveva ignorato l'allarme che li avvisava dell'errore di configurazione".

### Fattori contributivi
Il rapporto del JIAAC individuò ulteriori fattori che contribuirono all'incidente:
- Mancanza di disciplina da parte dell'equipaggio, che non ebbe la logica reazione di interrompere il decollo e di controllare gli errori commessi quando l'allarme risuonò dall'avviamento dei motori fino al tentativo di decollo.
- Conversazioni irrilevanti per il volo, e momenti di notevole intensità emotiva tra i piloti mescolati alla lettura della check list pre-volo, con conseguente omissione della parte della procedura che richiede l'estensione dei flap per il decollo.
- Problemi personali, familiari o economici di entrambi i piloti interferirono con il loro lavoro, distraendoli dalle loro mansioni.
- Screening psicologico insufficiente, con conseguente incapacità da parte degli enti preposti di rilevare fattori di rischio che potessero compromettere le capacità e le prestazioni dei piloti.
- Conoscenza e discussione di affari molto personali e non legati al lavoro tra i piloti e con un'hostess che favorì un'atmosfera priva della necessaria attenzione e concentrazione per i compiti operativi.
- Aggravamento del precedente comportamento negativo del comandante a causa della sua situazione personale e delle interazioni all'interno della cabina di pilotaggio prima e durante l'emergenza.
- Precedenti caratteristiche di volo negative del primo ufficiale manifestatesi durante la lettura dell'elenco delle procedure di controllo, tutte verificatesi in cabina di pilotaggio i cui occupanti avevano la loro attenzione concentrata su questioni personali estranee al volo.
- Mancato riconoscimento o conferma immediata da parte dei piloti della relazione tra il tipo di allarme acustico e la configurazione impropria al decollo, e il mancato utilizzo corretto dei flap per il decollo.
- Progettazione del sistema di allarme del Boeing 737 che non garantì che l'equipaggio rispondesse alle informazioni che forniva loro e che consentisse loro di continuare il decollo a prescindere.

### Vittime
La tabella seguente mostra le vittime dell'incidente come riportato dalla JIAAC:
| Feriti     | Deceduti | Gravi | Lievi | Illesi |
| ---------- | -------- | ----- | ----- | ------ |
| Equipaggio | 3        | 0     | 0     | 2      |
| Passeggeri | 60       | 15    | 16    | 4      |
| A terra    | 2        | 2     | 1     | 0      |
| Totale     | 65       | 17    | 17    | 6      |

## Conseguenze legali
Le indagini legali svolte negli anni successivi si concentrarono sulla prova che i piloti non erano interamente da biasimare. L'azione penale si concentrò sulla prova che le politiche e l'organizzazione della compagnia, in mancanza dei controlli dell'Aeronautica Militare Argentina, erano i principali fattori che portarono all'incidente. Ad esempio, si diceva che i piloti erano autorizzati dalla compagnia a volare anche senza licenza. A causa di queste mancanze, alcuni dei direttori della LAPA e il personale dell'aeronautica responsabili del monitoraggio della compagnia furono portati a processo.

### Incriminazioni
Il 24 maggio 2000, il giudice ha chiesto l'incriminazione di 32 persone tra cui Gustavo Andrés Deutsch, presidente della LAPA; l'ex capo dell'Aeronautica Militare, generale di brigata Rubén Montenegro (in pensione); l'ex capo della Divisione Nazionale di Aeronavigabilità, il Brigadiere Juan Baigorria (in pensione); l'ex capo della Divisione Permessi Aeronautici, Commodoro Damián Peterson (in pensione); l'ex preside dell'Istituto Nazionale di Medicina Aeronautica e Spaziale, Commodoro Diego Lentino (in pensione); e l'ex capo del comando delle regioni aeree, il maggiore di brigata Enrique Dutra. Literas ha anche ordinato il sequestro dei beni di Deutsch e di altri 11 leader della LAPA per un importo di 60 milioni di pesos.
Poco meno di un mese dopo, il 22 giugno 2000, Gustavo Deutsch, presidente della LAPA, si presentò per la sua dichiarazione e rispose a oltre 100 domande del giudice e dei procuratori generali. La Nación ha riferito che secondo una fonte giudiziaria Deutsch "non ha rivelato informazioni utili alle indagini". Anche così, Deutsch è stato l'unico funzionario della LAPA a rispondere alle domande, poiché gli altri hanno deciso di non rispondere.
Alla fine di agosto, in prossimità del primo anniversario della tragedia, l'indagine aveva accumulato 1.600 pagine di risultati in 80 sezioni, aveva ascoltato 1.500 testimoni e 34 accuse erano state portate avanti attraverso il processo giudiziario. A questo punto, le varie fonti di informazione avevano fornito prove sufficienti per dimostrare che, sebbene la causa diretta dell'incidente fosse un errore umano, il pilota non era in condizioni di comandare un aereo; la responsabilità ricadde quindi in parte anche su funzionari della compagnia e su vari alti vertici dell'Aeronautica Militare.
All'inizio di novembre del 2000, la seconda sessione della Corte d'Appello Federale annullò la confisca di 60 milioni di pesos che il giudice aveva ordinato contro i funzionari della LAPA.

### Accuse formali
Il 22 dicembre 2000, in una risoluzione di 1.200 pagine, il giudice Literas ha accusato quattro funzionari della LAPA e tre membri dell'Aeronautica Militare. I funzionari della LAPA sono stati accusati di estrago culposo seguido de muerte (simile a "catastrofica negligenza criminale che porta alla morte"). Allo stesso modo, diversi membri dell'Aeronautica Militare sono stati perseguiti per inadempienza ai doveri di uffici pubblici.
Al momento della pubblicazione della risoluzione si richiedeva anche il sequestro dei beni del presidente della LAPA Gustavo Deutsch per un importo di 40.000.000 di pesos, di cui 500.000 per il direttore generale Ronaldo Boyd e 100.000 per ciascuno degli altri dirigenti. Tutti gli imputati sono fuggiti dal carcere.

### Cambio dei giudici
Nel marzo 2001 il giudice Literas si dimise dall'incarico e il caso passò nelle mani del giudice Claudio Bonadio.
Due anni dopo l'inizio, il fascicolo del caso contava 110 sezioni, oltre un migliaio di testimonianze e sette imputati che attendevano la decisione della Corte Federale se sarebbero stati portati al processo con giuria. Il giudice ha accettato come querelante anche Nora Nouche, la compagna del copilota, riconoscendola come un'altra vittima e non come una delle persone responsabili.
L'8 novembre 2001 il caso passò nuovamente di mano e toccò al giudice Sergio Torres.

### Il processo continua
Circa otto mesi dopo, il 15 luglio 2002, la seconda sessione della Corte d'appello federale confermò le accuse di Deutsch, Boyd e Chionetti, oltre a revocare l'accusa contro Nora Arzeno. Ha inoltre revocato il licenziamento di Alfredo De Víctor e Valerio Diehl, predecessori di Chionetti nella direzione operativa della LAPA, nonché di José María Borsani, capo della divisione Boeing 737 della LAPA. Allo stesso tempo, ha riconosciuto la mancanza di merito degli istruttori di volo Vicente Sánchez, Alberto Baigorria, José Héctor García e Juan Carlos Ossa.
Tra gli ufficiali militari, il Tribunale Federale ha deciso di revocare le accuse mosse inizialmente contro Enrique Dutra, Damián Peterson e Diego Lentino.
Il 17 ottobre, i funzionari federali hanno richiesto una rinnovata accusa contro Dutra, Petersen, Lentino e Arzeno, le cui accuse erano state revocate dal Tribunale federale.
Poco più di un anno dopo, il 1º dicembre 2003, la seconda sessione della Corte Federale confermò le accuse contro Dutra, Peterson e Lentino, accusandoli dei reati di "abuso di autorità e inadempimento delle responsabilità di pubblico ufficio". " Tra le ragioni addotte dai giudici c'era la mancanza di controlli e che "le valutazioni effettuate sull'equipaggio erano del tutto insufficienti per presentare un profilo chiaro dei soggetti".
Inoltre, ha revocato il licenziamento di Arzeno accusandolo di negligenza. I giudici hanno affermato che "il comportamento umano non avviene nel vuoto, ma è piuttosto un riflesso dell'ambiente aziendale e normativo in cui si svolge. Per i deputati esiste una "chiara relazione" tra i corsi che il pilota Weigel ha tenuto non completato e "le violazioni avvenute nella cabina di pilotaggio" in quel fatidico giorno, cosa che non è stata colta dai dirigenti che controllavano il processo.
Il 10 settembre 2004, il funzionario federale Carlos Rívolo ha chiesto all'imputato di essere processato in un processo pubblico con giuria. La richiesta, lunga circa 600 pagine, richiedeva un giudizio su Gustavo Deutsch, Ronaldo Boyd, Fabián Chionetti, Nora Arzeno, Valerio Diehl e Gabriel Borsani per estrago culposo (catastrofica negligenza criminale). Allo stesso modo, ha chiesto il giudizio di Enrique Dutra, Damián Peterson e Diego Lentino, chiedendo che siano accusati di "inadempimento dei doveri di pubblico ufficio".
Il 9 giugno 2005, la Corte d'appello federale ha respinto le istanze di annullamento proposte da diversi imputati e li ha condannati a un processo con giuria.
Il 5 luglio 2005, il giudice Torres ha stabilito che il processo era completo e ha elevato tutti gli imputati a un processo con giuria, formando di conseguenza un tribunale per processarli. Nove persone sono state accusate: sei ufficiali della LAPA e tre membri dell'aeronautica argentina (FAA). Accusati di estrago culposo erano Gustavo Deutsch (ex presidente della LAPA), Ronaldo Boyd (direttore generale della LAPA), Fabián Chionetti e Valerio Diehl (responsabili delle operazioni della LAPA), Gabriel Borsani (capo della linea B-737 della LAPA) e Nora Arzeno (Responsabile Risorse Umane LAPA). Per inadempienza d'ufficio pubblico, gli imputati erano Enrique Dutra (ex comandante delle regioni aeree della FAA), Damián Peterson (ex direttore dei permessi aeronautici) e Diego Lentino (ex direttore dell'Istituto nazionale di medicina aeronautica e aerospaziale).

### Verdetto, prima conclusione e ribaltamento delle condanne
La colpa, insomma, ricadde sul pilota Gustavo Weigel, morto nell'incidente, e su coloro che erano incaricati di monitorare il suo rendimento lavorativo.
Il 23 luglio 2005, uno degli imputati, Enrique Dutra, è stato trovato morto in un'auto parcheggiata nel suo garage, nel quartiere di Villa Carlos Paz, a Cordoba. Era opinione diffusa che si trattasse di un suicidio.
Il 28 febbraio 2006 i due ex membri dell'Aeronautica Militare hanno chiesto al tribunale di respingere le accuse contro di loro per prescrizione. Secondo la loro richiesta, accolta, il procedimento contro di loro avrebbe dovuto essere archiviato perché tra le prime accuse e la sentenza sono trascorsi più di quattro anni e il reato di cui erano accusati prevedeva una pena massima di due anni. Tuttavia, la parte ricorrente ha presentato ricorso contro la decisione e il caso è stato portato all'Alta Corte, che avrebbe deciso sulla questione. Quanto ai funzionari della LAPA, sono stati accusati invece di "estrago culposo" (negligenza seguita da morte), un reato con una pena massima di quattro anni di reclusione, quindi non potevano ancora ricorrere in prescrizione.
Il processo presso la Corte Suprema si è svolto presso il "Tribunale Orale Federale Nº 4" a partire dal 28 marzo 2007. Il tribunale doveva essere composto dai giudici Leopoldo Bruglia, María Cristina Sanmartino e Horacio Vaccare, ma quest'ultimo ha deciso di ricusarsi. dopo che i parenti delle vittime hanno contestato la sua imparzialità. Saranno i suoi colleghi a decidere se accettare le sue dimissioni.
Il 2 febbraio 2010, Fabián Chionetti (responsabile delle operazioni) e Nora Arzeno (responsabile delle risorse umane) sono stati entrambi giudicati colpevoli di negligenza criminale e sono stati entrambi condannati a tre anni di carcere, mentre gli altri sono stati assolti dalle accuse. Tuttavia, l'11 febbraio 2014, le condanne di Chionetti e Arzeno sono state annullate dalla IV Sezione della Camera federale di Cassazione, poiché i tempi necessari per processare tutti gli imputati hanno superato i termini di legge. L'intero caso è stato considerato un caso di impunità.

## Nella cultura di massa
Il caso è stato considerato un serio esempio di impunità, rivelato nel film Whisky Romeo Zulu (2004), diretto dall'ex pilota della LAPA Enrique Piñeyro, che era stato licenziato dalla compagnia aerea per aver messo in dubbio i suoi metodi aziendali come rischiosi. L'incidente è stato anche trattato nella serie canadese Indagini ad alta quota, nel corso della XVII stagione, in un episodio intitolato Sviste mortali.